# Jota Canis Majoris
Jota Canis Majoris, (ι Canis Majoris, förkortat Eta CMa, ι CMa), som är stjärnans Bayer-beteckning, är en ensam stjärna i den mellersta delen av stjärnbilden Stora hunden. Den har en minsta skenbar magnitud på +4,40 och är synlig för blotta ögat där ljusföroreningar ej förekommer. Baserat på parallaxmätningar i Hipparcos-uppdraget på ca 1,0 mas beräknas den befinna sig på ca 3 100 ljusårs (1 000 parsek) avstånd från solen.

## Egenskaper
Jota Canis Majoris är en blå till vit superjättestjärna av spektralklass B3 Ib. Den har en massa som är ca 13 gånger solens massa, en radie som är ca 26 gånger större än solens och utsänder ca 47 000 gånger mera energi än solen från dess fotosfär vid en effektiv temperatur på ca 17 000 K.
Jota Canis Majoris är en pulserande variabel av Beta Cephei-typ. Den varierar mellan skenbar magnitud +4,36 och 4,4 med en period av ungefär 0,08 dygn eller 115 minuter.